# 价值增殖
价值增殖（德語：Verwertung）或资本的价值增殖（德語：Kapitalverwertung）是马克思主义经济学术语，指的是在生产过程中通过运用形成价值的劳动实现资本价值的增长。该词的德语较难翻译，常被错误地译为“资本的实现”、“剩余价值的创造”、“资本的自我扩张”，或“价值增长”。